# Busseola pallidicosta
Busseola pallidicosta är en fjärilsart som beskrevs av George Francis Hampson 1902. Busseola pallidicosta ingår i släktet Busseola och familjen nattflyn. Inga underarter finns listade i Catalogue of Life.